# NGC 6366
NGC 6366是在星座蛇夫座中的一個球狀星團。它是德國天文學家弗里德里希·奧古斯特·特奧多爾·溫尼克於1860年4月12日發現的，在夏普力-索耶集中度分類法中被歸類為「XI」。它距離地球11,700光年。
NGC 6366的組成與 M71或NGC 6342相似。對於一個球狀星團來說，它富含金屬，它的所有恆星似乎都是在同一個時代形成的。

## 外部連結
- 维基共享资源上的相關多媒體資源：NGC 6366